# Wappen der finnischen Region Südkarelien
Diese Seite listet die Wappen der finnischen Region von Südkarelien.

Südkarelien

## Städte und Gemeinden

Südkarelien
Imatra
Lappeenranta
Lemi
Luumäki
Parikkala
Rautjärvi
Ruokolahti
Savitaipale
'Taipalsaari'
Ylämaa

- Südkarelien[1]
- Imatra[2]
- Lappeenranta[3]
- Lemi[4]
- Luumäki[5]
- Parikkala[6]
- Rautjärvi[7]
- Ruokolahti[8]
- Savitaipale[9]
- 'Taipalsaari[10]'
- Ylämaa[11]

## Wappen aufgelöster und alte Gemeinden

Joutseno
Lappee
Lauritsala
Nuijamaa
Parikkala (bis 2004)
Saari
Simpele
Suomenniemi
Uukuniemi

## Wappenbeschreibung
1. ↑  In Rot und Schwarz als Schildfuß. durch einen schmaleren weißen Wellenbalken geteilt zeigt oben zwei schwebende silberne Rechtarme, rechts mit goldenem Gelenkschutz ein silbernes goldgegrifftes Schwert und links einen goldgegrifften. Krummsäbel schwingend.
2. ↑  In Rot drei silberne Blitze mit goldenen Pfeilspitzen zu beiden Seiten.
3. ↑  In Silber mit grünem Schildfuß, in dem ein frontal stehender wilder Mann mit kurzer grüner Hose und Haare in der Rechten eine Keule nach unten hält. Auf dem oberen Schildrand ruht eine fünftürmige Mauerkrone.
4. ↑  Durch eine linksschräge Wellenteilung in Rot und Silber geteilt. Vorn eine silberne Kartoffelblüte mit goldenem Butzen.
5. ↑  In Gold eine ausgerissene schwarze Kiefer vom schwarzen Kopf eines Ebers mit roter ausgeschlagener Zunge rechts und einem schwarzen fünfeckigen Festungsgrundriss in Wurzelnähe links begleitet.
6. ↑  In Silber drei rote eingekerbte gemeine Kreuze pfahlweise gestellt gegenüber einer linken schwarzen Flanke durch einen Diamantschnitt gespalten
7. ↑  In Blau am Schildfuß das silberne alchimistische Symbol für Eisen; das Schildhaupt ist in Silber mit Tannenschnitt abgeteilt.
8. ↑  In Blau mit einem erhöhten silbernen Schildfuß durch Wellenschnitt geteilt aus dem drei silberne Grasrispen von gleicher Gestalt wachsen.
9. ↑  In Schwarz ein gebogener goldener Pflug unter einem Diamantschnitt geteilten goldenen Schildhaupt
10. ↑  In Rot mit Wellenschnitt ein silberner Schildfüß über dem ein silbernes Motorschiff mit großem Ladebaum schwebt.
11. ↑  In Silber und Grün durch Tannenschnitt geteilt
12. ↑  In Rot ein schwimmender silberner goldgeschnäbelter Schwan mit ausgebreiteten Flügeln, über einem silbernen wellengeschnittenen Schildfuß mit schwarzen Wellenbalken
13. ↑  Im rot – schwarz gespaltenen Wappen steht frontal der silberne Märtyrer Laurentius mit silbernem Nimbus und dem silbernen Rost in der rechten Hand
14. ↑  In Silber ein rotes Boot
15. ↑  In Silber aus dem linken Schildrand eine hervorbrechende schwarze Bärentatze mit goldene Krallen eine rote Keule hochhaltend.
16. ↑  In Schwarz ein rotbeflosster silberner Fisch zwischen drei (2;1) eingekerbten silbernen gemeinen Kreuzen.
17. ↑  In Blau eine stiellose silberne Schaufel über der drei balkenweise gestellte silberne Kleeblätter sind
18. ↑  In Rot ein silberner gebogener Balken mit Zinnen an seinem oberen Rand von drei (2:1) silbernen Kleeblättern begleitet.
19. ↑  In Silber eine blaue rechte Spitze mit einem goldenen Kuckuck.
20. ↑  In Rot eine schräglinke silberne Spitze.